# Masayoshi Iimori
Masayoshi Iimori（マサヨシイイモリ）は、日本のDJ、トラックメイカー。福島県出身。TREKKIE TRAX所属。

## 略歴
2015年にTREKKIE TRAXからリリースされた『Break It EP』でデビュー。その後スクリレックスが主宰するレーベル「NEST HQ」よりシングル『Whirlwind』をリリースし、「マッド・ディセント」や「フールズ・ゴールド・レコーズ」など国内外のレーベルにて楽曲リリースを行う。
2018年にはイギリスのラジオ局BBC Radio1にてディプロがホストを務めるプログラム「Diplo & Friends」でDJ Mixを披露した。
またYouTuberであるアバンティーズのデビューシングルやラッパーのDOTAMAをプロデュースし、更にでんぱ組.incの根本凪をフィーチャーした楽曲を発表するなど、音楽プロデューサーとしても活動。リミキサー、編曲家としてもm-floやOfficial髭男dismなどの楽曲に携わった。

## リリース
- 2015年 「Break It EP」
- 2016年 「America」…Mikeneko Homeless x Masayoshi Iimori - America feat. Nagi Nemotoとして。
- 2016年 「Whirlwind」
- 2017年 「TAP」
- 2017年 「TAP Remixes」
- 2017年 「Kickin' Up」
- 2017年 「Overdrive」…YDGとのコラボシングル。
- 2018年 「Hardcore EP」
- 2018年 「Flow」
- 2019年 「Euphoria EP」
- 2019年 「Seeya feat. gummyboy」
- 2019年 「I Don't Care feat. Merry Delo」
- 2020年 「Friday feat. TYOSiN」
- 2020年 「DECADE4ALL」…1stアルバム。